# Luther Hughes
Luther Hughes (* 31. Dezember 1946 in Covington (Kentucky)) ist ein US-amerikanischer Jazzmusiker (Kontrabass, E-Bass, Komposition).

## Leben und Wirken
Luther Hughes stammt aus einer musikalischen Familie; nach Privatunterricht am Kontrabass besuchte er 1964/65 das College Conservatory of Music an der University of Cincinnati und das Long Beach City College (Abschluss 1965); den Bachelor erwarb er 1979 an der California State University, Long Beach. Unterricht hatte er bei Alex Cirin, Thomas Martin, Nat Gangursky, Eileen Strang und Sue Raney. 1966–69 war er Mitglied der Hausband im Playboy Club. 1971 zog er nach Los Angeles und gehörte dann der Formation The Three Sounds um den Pianisten Gene Harris an. Daneben nahm er mit Dave Pike, Ron Eschete, Joe Farrell, Mark Murphy und David Benoit auf. 1985 gründete er die Fusion-Funk-Band Cahoots; um 1987 entstand sein Debütalbum Luther Hughes & Cahoots (Contemporary). 
Im Laufe seiner Karriere arbeitete er außerdem mit Mundell Lowe, Joe Henderson, Carmen McRae, Willie Bobo, Horace Silver, Harold Land, Don Ellis, Joe Pass, Louis Bellson und Hampton Hawes. 
Im Bereich des Jazz war er zwischen 1975 und 2016 an 71 Aufnahmesessions beteiligt, in späteren Jahren auch mit Kohn Pisano, Charlie Shoemake, Mort Weiss, Thom Rotella, Stix Hooper und dem Tom Ranier/Glenn Cashman Sextet. Er leitet das Cannonball-Coltrane Project und die Tribut-Band Luther Hughes & Friends: Remembering the Nat King Cole Trio und mit ehemaligen Mitspielen bei Gene Harris die Formation H.E.R.K., der Tom Ranier (Piano), Ron Eschete (Gitarre) und Paul Kreibich (Schlagzeug) angehören. Hughes unterrichtet an der California State University in Fullerton und am Saddleback College in Mission Viejo.

## Diskographische Hinweise
- Luther Hughes & Cahoots (Contemporary, 1987), mit Andy Martin, Jackie Kelso, Bill Isom, Ron Eschete, Carl Burnett, Kurt Rasmussen
- Luther Hughes & Cahoots: Perfect Partners (ITI, 1991), mit Andy Martin, Jackie Kelso, Dave Moody, David Benoit, Tom Zink, Michael Higgins, Peter Woodford, Vic Peterson
- The Cannonball-Coltrane Project (Primrose Lane, 2004), mit Bruce Babad, Glenn Cashman, Tom Ranier, Ed Czach, Paul Kreibich, Tony Poingsett
- Luther Hughes and The Cannonball/Coltrane Project: Second Helping (Primrose Lane, 2006), mit Bruce Babad, Glenn Cashman, Ed Czach, Paul Kreibich
- Luther Hughes and the Cannonball-Coltrane Project: Spectacular! (Primrose Lane, 2006), mit Bruce Babad, Glenn Cashman, Ed Czach,  Paul Kreibich